# Magnetófono de bobina abierta

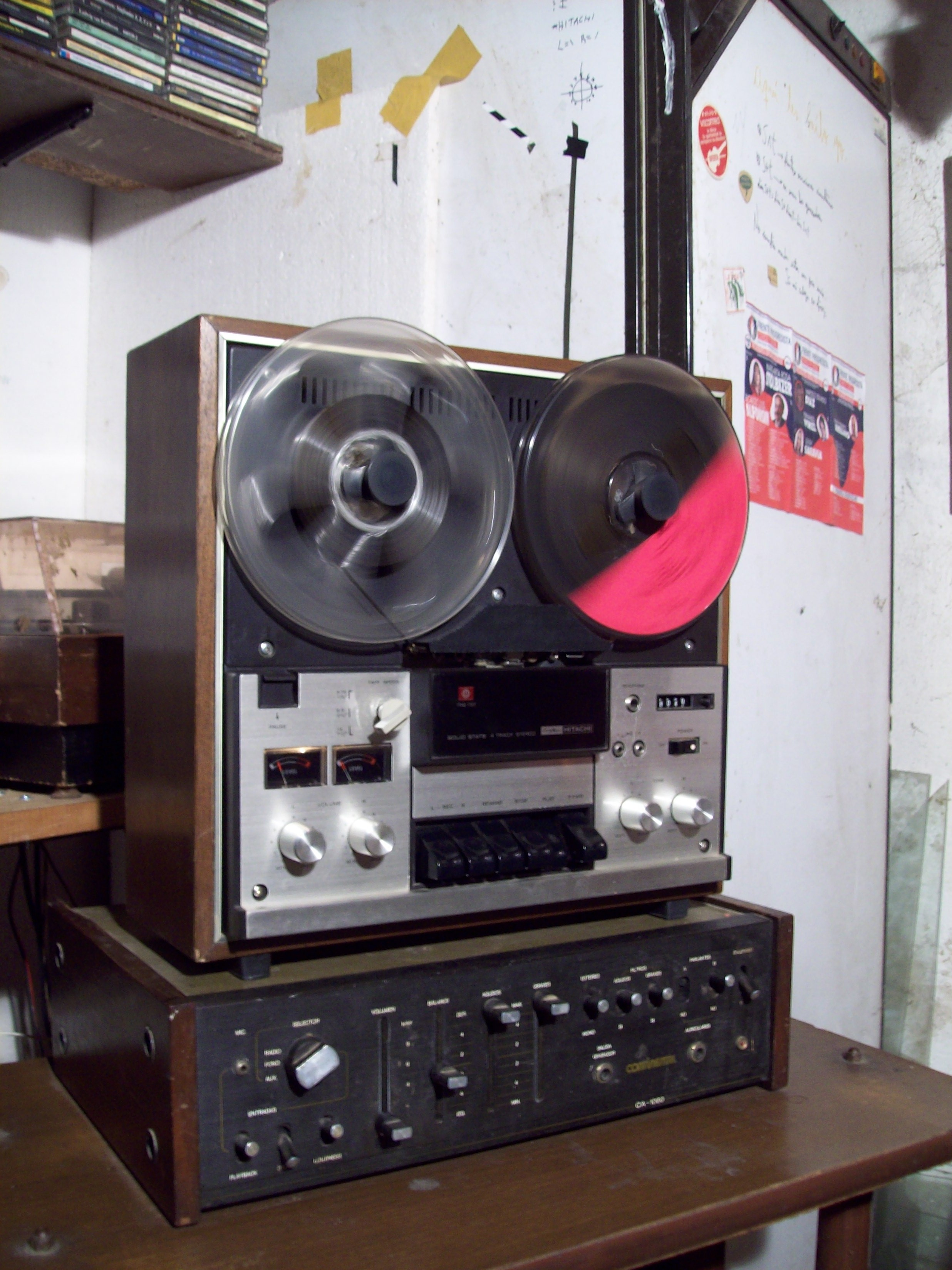
Grabador Hitachi capaz de registrar sonidos a 7 1/2 pulgadas por segundo. Este tipo de máquinas son las más profesionales para uso hogareño.

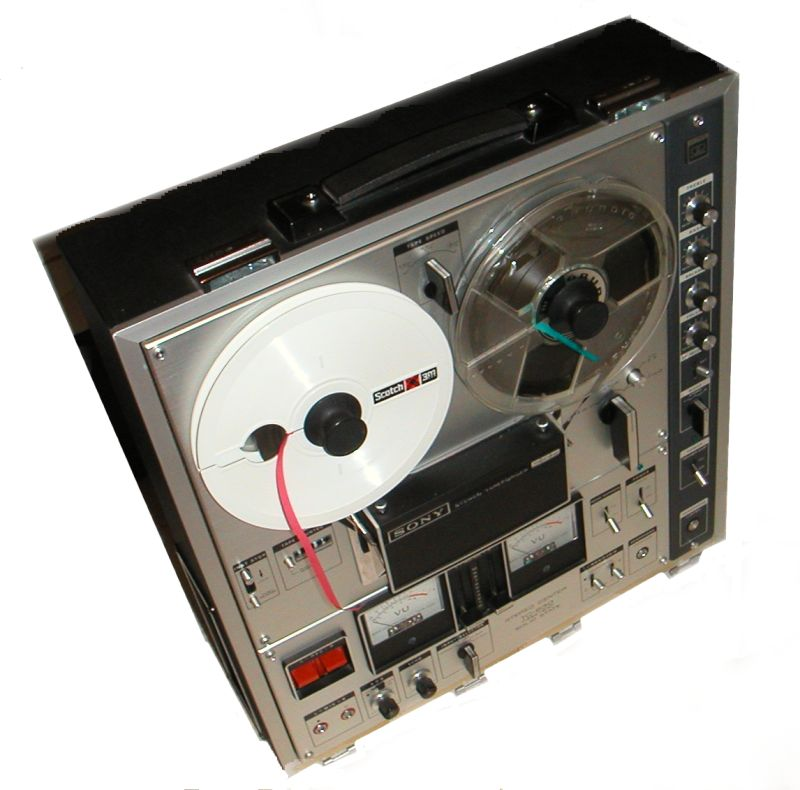
Grabador de bobina abierta de Sony.

El magnetófono de bobina abierta o simplemente magnetofón es un tipo de magnetófono que permite registrar sonidos en un soporte magnético adherido a una cinta plástica  mediante el procesamiento de señales eléctricas provenientes de micrófonos como la voz humana, instrumentos acústicos o eléctricos. El magnetófono de bobina abierta corresponde a un sistema de grabación magnética, bien sea analógica o bien digital.
Fue una máquina indispensable durante décadas. Desde los primitivos y rudimentarios modelos de los años 30, tanto los magnetófonos como los discos de microsurco fueron mejorados para lograr una buena calidad de sonido en los años 50, justo cuando comenzaba la fiebre juvenil por el rock and roll. Los registros de esa época, aún hoy en día, conservan gran nitidez y fidelidad. Hasta la llegada de los ordenadores o computadores en la década de 1990, los magnetófonos de cinta fueron el medio indispensable para guardar datos, registrar música, discursos, información como programas de radio entre otras aplicaciones. Durante los años 1960 a 1980 los músicos de rock explotaron al máximo las cualidades de estas máquinas, cortando pedazos de cinta y empalmándolas para crear complejas suites con efectos musicales intrincados, además de reproducir voces o instrumentos al revés (revirtiendo la cinta), o produciendo variaciones en la velocidad en un sonido grabado para obtener distintos efectos.
Si bien hoy en día se lo considera una tecnología obsoleta frente a los modernos grabadores digitales, algunos músicos y en particular audiófilos siguen grabando con magnetófonos por su alta fidelidad de sonido. La empresa estadounidense RMG International sigue fabricando cintas magnéticas profesionales, Otari aún sigue vendiendo máquinas grabadoras, mientras que varias empresas hacen lanzamientos especiales en cinta abierta, incluyendo en bobinas de diez pulgadas.

## Historia

### Telegráfono

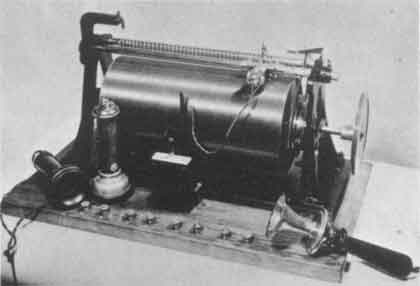
El telegráfono, fue inventado por Oberlin Smith y perfeccionado por Valdemar Poulsen.

Cuando Thomas Edison patentó el fonógrafo en 1878, el sistema de grabación magnético se estaba gestando, gracias a que Oberlin Smith comenzó a grabar conversaciones de teléfono en una cuerda de piano. Este proyecto quedó estancado, ya que la tecnología electrónica no estaba desarrollada aún para amplificar las débiles corrientes que producía el campo magnético grabado. Sin embargo Smith siguió experimentando con un artefacto parecido al fonógrafo, llamado telegráfono. Smith publicó en 1888 un artículo relacionado con esto en la revista The Electrical World, titulado "Some possible forms of phonograph" ("Algunas formas posibles del fonógrafo", del idioma inglés) en el cual describió un proyecto para utilizar bandas de tela que contuvieran limaduras de hierro", se estaba refiriendo a la investigación del magnetofón de alambre. En la revista también publicó una idea similar a la de grabar sonido en alambre, refiriéndose así a la idea de registrar el sonido en un alambre enrollado en un cilindro con un electroimán, el cual estaba conectado a un micrófono de carbón con una batería, conectándose cada elemento al siguiente en un circuito en serie. El funcionamiento era similar al del fonógrafo, pero éste era más eléctrico que acústico. Las oscilaciones eléctricas del micrófono, que son provocadas por la diferencia potencial de la batería, hacen que el electro-imán genere campos magnéticos que son grabados en el alambre enrollado en el cilindro. El telegráfono fue perfeccionado por el inventor danés Valdemar Poulsen, quien solicitó la patente en Estados Unidos el día 8 de julio de 1899, siendo ésta concedida bajo el número US661619 el día 13 de noviembre de 1900. El invento fue expuesto durante la Exposición Universal de París de 1900, lo que despertó la curiosidad en los visitantes.
Poulsen perfeccionó ese invento en 1903 al introducirle la polarización por campo continuo, según la patente US873083 en la cual se designó al equipo como telegráfono. Sin embargo este invento pasó inadvertido, ya que el público se había adaptado a los discos gramofónicos. Como consecuencia, el registro magnético cayó al olvido, siendo un claro exponente la quiebra de American Telegraphone Company. A pesar de todo esto, los laboratorios siguieron experimentando con el registro magnético, ya que en Estados Unidos los físicos, Wendell Carlson y Glenn Carpenter proyectaron utilizar el procedimiento magnético a alta velocidad, y así descubrieron la polarización magnética por campo alterno de alta frecuencia. Este descubrimiento fue patentado en agosto de 1927.

### Magnetofón de alambre

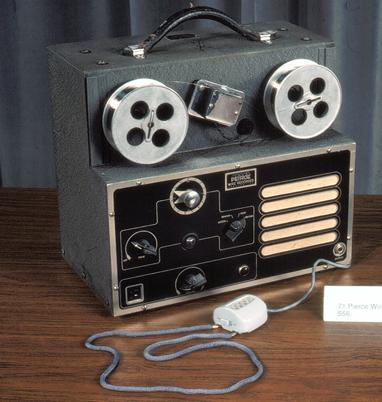
El magnetofón de alambre fue el resultado del experimento con el telegráfono, una idea principalmente de Oberlin Smith. Más tarde el magnetofón de cinta usaría varios principios de este artefacto.

Recién en 1911, gracias al invento de Lee DeForest, el tubo Audión (más tarde desarrollado y conocido como triodo), fue posible amplificar estos campos magnéticos y hacer realidad el magnetofón de alambre, el primer sistema magnético de audio.
No fue hasta 1930 cuando se pudo crear un grabador de alambre con suficiente fidelidad para lanzarlo al mercado. Antes de comenzar la Segunda Guerra Mundial –y durante el proceso bélico– los aliados usaron los grabadores de alambre, también hacían grabaciones en pasta, Shellac, acetato o goma laca a 78 RPM. La posibilidad de regrabar el alambre, hacía que este tipo de máquina fuese un dispositivo importante a la hora de enviar mensajes. Inicialmente la grabadora se utilizó para registrar el alfabeto Morse ya que los equipos eran capaces de reproducir únicamente estados de "magnetismo" y "nomagnetismo", luego fue posible grabar sonidos más complejos.

### Ensayos de Pfleumer y mejoras alemanas
En 1928 el alemán Fritz Pfleumer solicitó una patente en Alemania el día 23 de julio de 1937 y en Estados Unidos un año después, similar en cuanto al principio del grabador de alambre. Este utiliza tiras de papel o material plástico recubiertas en sustancias polvorientas.
Una de las primeras máquinas industriales basada en los principios de Poulsen, fue construida por el alemán Stille Curt quien fundó la compañía Telegraphie Patent Syndikat. El soporte empleado era hilo de acero al cobalto de 0,2 mm que se desplazaba a una velocidad de 1,2 m/s polarizado por campo continuo. Pero esta máquina ofrecía resultados muy pobres, además de una alta distorsión, tenía un importante ruido de fondo.

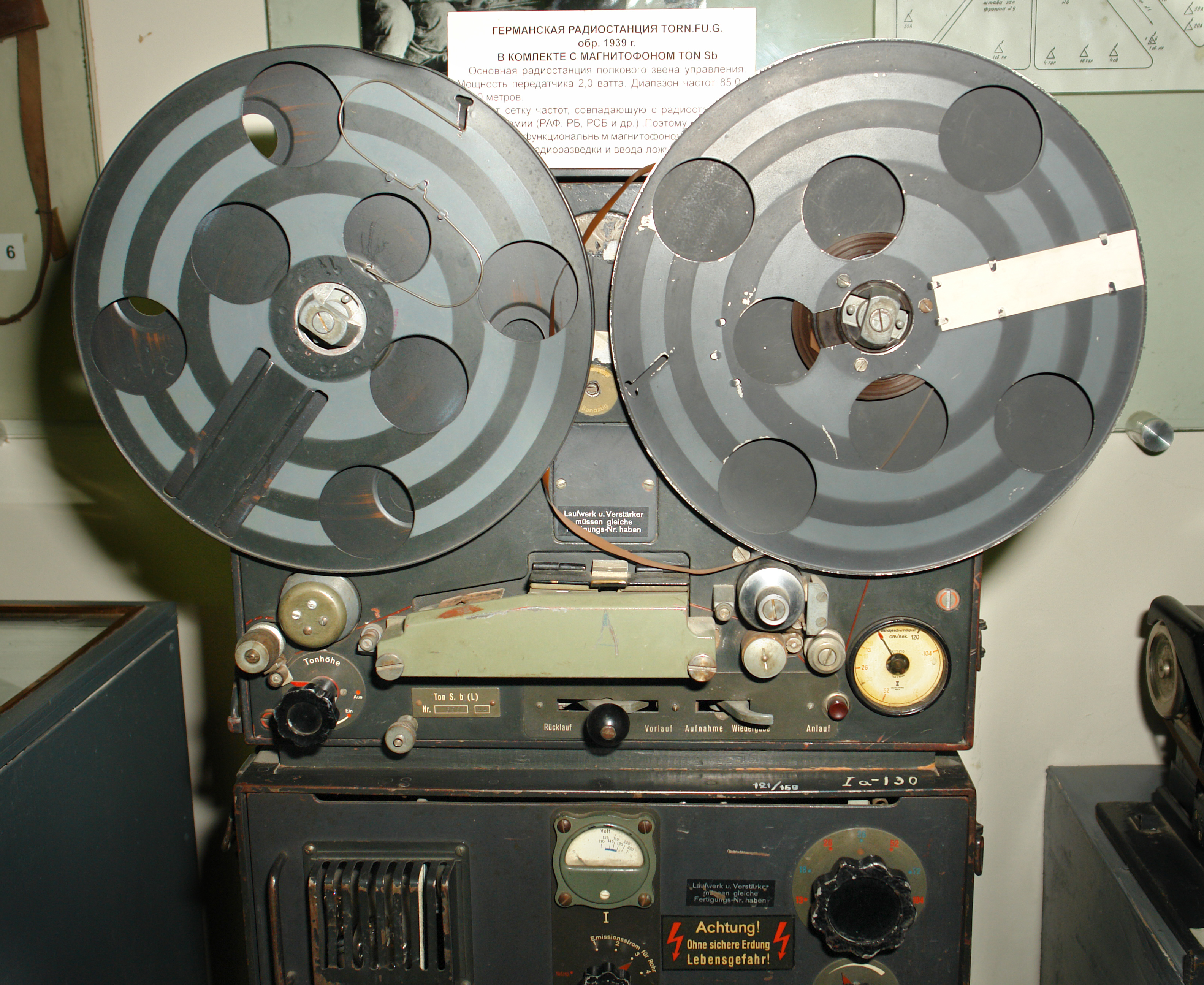
Grabador de cinta alemán.

En 1930 AEG (Allgemeine Elektrizitäts Gesellschaft, por su nombre en idioma alemán) en Berlín realizó los primeros ensayos para la construcción de grabadoras de cinta magnética, basándose en los principios de Pfleumer, y en 1932 éste otorgó los derechos para su uso por parte de AEG. La empresa comercializó los primeros magnetófonos de alambre de acero en 1933. Ellos querían desechar las cintas de papel recubiertas de óxido de metal porque se deterioraban con gran rapidez, por ello, se asoció con la firma química alemana IG Fabenindustrie (IG Farben), filial de la multinacional química alemana BASF (Badische Anilin Und Soda Fabrik, por su nombre en alemán), para desarrollar un soporte magnético conveniente. Se trataba de una cinta flexible de acetato de celulosa (material portador) cubierta con una pintura (laca) de óxido férrico (Fe3O4). Estas cintas plásticas eran mucho más ligeras que las anteriores de metal sólido, lo que permitió que se fabricaran magnetófonos más pequeños y menos costosos. BASF llegó a fabricar 50 000 metros de cinta magnética. La cinta constaba de una lámina de acetato de celulosa como material de soporte, recubierto con una laca de óxido de hierro como pigmento magnético y acetato de celulosa como aglutinante.
El magnetófono modelo K1 hecho por Telefunken AEG y la cinta magnética manufacturada por BASF fueron presentados al público por primera vez en 1935, en la Exposición Radiotécnica de Berlín. En 1936 el Juzgado de Alemania canceló la patente de Pfleumer, puesto que su idea de recubrir una cinta con polvo de hierro la había patentado Valdemar Poulsen en 1898 y 1899, por lo que Poulsen se destaca como el inventor de la grabación magnética. El magnetófono K1 fue el primer modelo en sustituir el alambre de acero por la cinta de acetato de celulosa. Al año siguiente los ingenieros de BASF grabaron la Sinfonía n.º 39 de Wolfgang Amadeus Mozart, bajo la dirección de Thomas Beecham. Pero los resultados fueron decepcionantes debido a la baja calidad de este nuevo artefacto, por lo que los ingenieros de AEG tuvieron que hacer modificaciones y mejoras al artefacto para solucionar estos inconvenientes.

### Alta frecuencia y mejoras en disminución del ruido

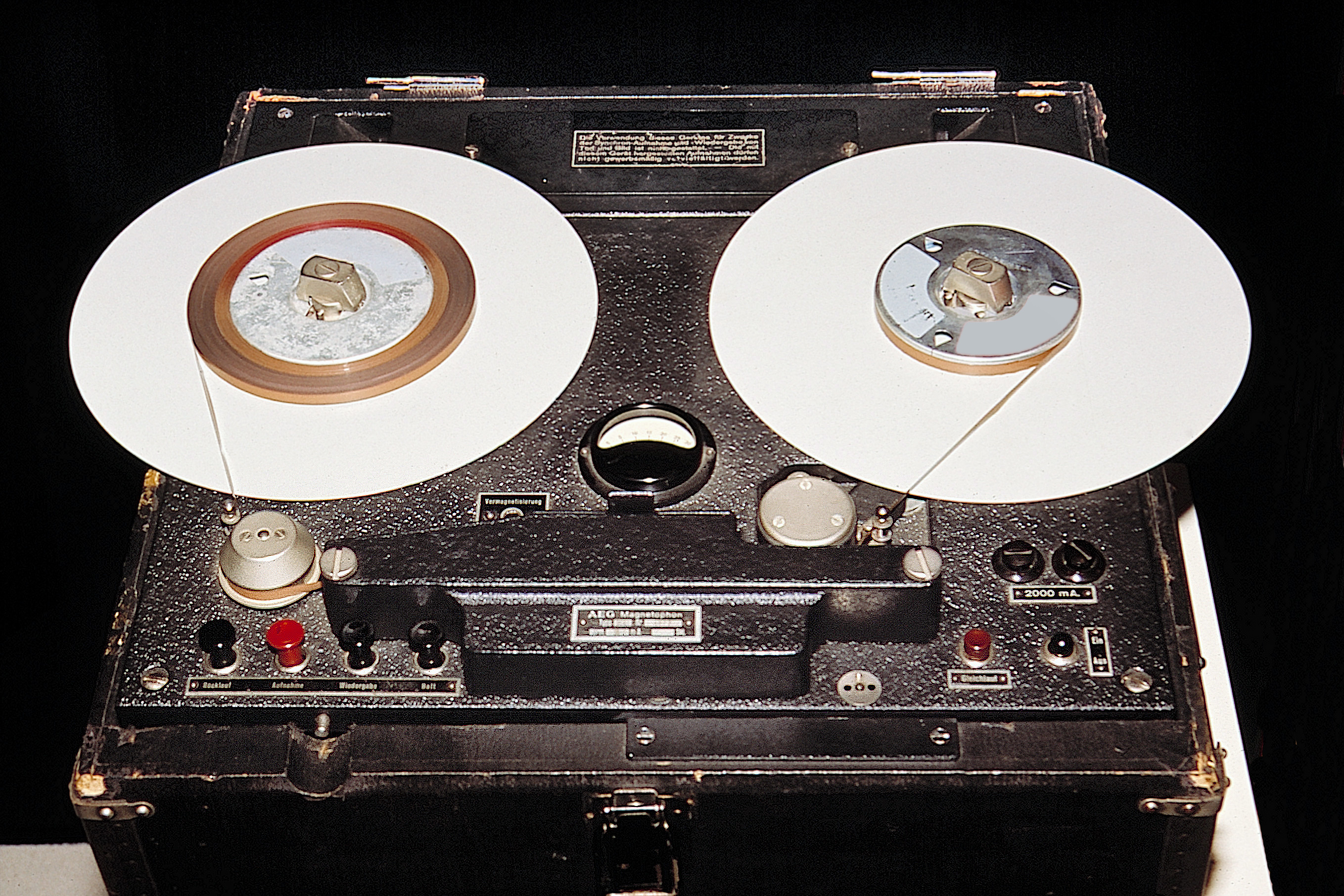
Magnetófono alemán AEG un avance técnico en la radiodifusión en 1939, con unos 20 minutos de tiempo de grabación.

En 1940 Hans Joachim von Braunmühl y Walter Weber introdujeron la premagnetización de alta frecuencia, que permitió una notable mejoría en el sonido de las grabaciones magnéticas, logrando que el sonido grabado en las cintas magnetofónicas brindara mejor calidad que las grabaciones fonográficas. Antes se había experimentado con la polarización por corriente continua, pero trajo diversos problemas, como un notorio ruido, además no es posible que todas las partículas magnéticas queden sometidas a la misma fuerza magnetizante, puesto que sus distancias al entrehierro son diferentes, como resultado, no todas las partículas alcanzaran el estado de saturación magnética previa a la polarización, condición necesaria para evitar el ruido de fondo y la deformación.
En 1941 se obtuvieron mejorías en la relación tanto de señal como en la reducción de ruido y distorsiones, se logró utilizando campos alternos de alta frecuencia para la fase de borrado y la polarización magnética del medio de registro. Los primeros magnetófonos de aficionados o para uso hogareño aparecieron en 1950, y eran de bobina de cinta abierta. El modelo comercial de magnetófono más difundido fue el célebre Revox. También aparecieron los magnetófonos para estudios discográficos, mediante los cuales se eliminó el proceso de grabación directa de audio sobre discos de acetato (consistían en una base de aluminio con cobertura de laca negra), o de cera rígida. Este proceso, aseguró una mejor calidad sonora, como lo demuestran las reediciones de materiales de audio de esa época en soportes digitales actuales. A partir de 1941 se fueron desarrollando diferentes procedimientos magnéticos en todos los campos de información, grabaciones sonoras, memorias magnéticas, registro de imagen y sonido, cadenas de medición y automatismos de manutención.
En 1942 Helmut Krüger ingeniero de sonido de Reichs-Rundfunk-Gesellschaft (RRG), realizó las primeras grabaciones de cinta magnéticas estereofónicas (de dos canales), para una radio alemana en Berlín. Cuando el Ejército Rojo ocupó la Alemania Nazi, incautaron las cintas de la Radio Broadcasting House. Años más tarde, 1462 cintas se devolvieron a la radio Freies Berlín. En esas cintas hay varios de los primeros registros en sonido estéreo hechos en el mundo, de los cuales se incluyen una interpretación por Herbert von Karajan de la Octava Sinfonía de Bruckner que data de 1944, una grabación del Concierto del Emperador de Beethoven dirigido por Walter Gieseking, que fue registrada justo cuando se avecinaba un ataque aéreo. Helmut Krüger usó el magnetófono AEG-Telefunken K7.
Casi al mismo tiempo que apareció el disco microsurco en 1948 tuvo lugar el desarrollo de la cinta magnética, cambiando por completo la forma de grabación sonora. Antes el sonido era captado acústicamente o eléctricamente y registrado en un disco máster y a partir de un negativo del mismo se imprimían copias para su difusión, en cambio ahora era posible hacer un registro magnético de mayor duración para luego pasarlo a un disco máster que era una idea de ingenieros de Columbia Records. La cinta pasó a ser el medio dominante para la grabación de másteres, mientras que los discos de gramófono pasaron a ser el medio para la duplicación y venta del registro. La cinta máster en comparación a la grabación directa al disco traía muchas ventajas, como por ejemplo mayor duración de grabación ininterrumpida, superior calidad de sonido y la posibilidad de editar y empalmar las grabaciones, pero esta práctica de combinar tomas fue resistida por intérpretes de música clásica, ya que consideraban que se podía sacrificar la espontaneidad en aras de la perfección de la interpretación. Los magnetófonos fueron empleados por emisoras radiales alemanas y después estadounidenses y de otros países para grabar con antelación sus programas y evitar los errores de la transmisión en directo, anticipándose a la tendencia actual de la transmisión diferida de programas. La aparición del magnetófono supuso una revolución técnica en el ámbito de la radiodifusión, pues permitía, además de la captación de los sonidos, su inmediata reproducción. El partido Nazi utilizó el magnetófono y la red de emisoras radiofónicas alemanas como medio técnico para difundir sus mensajes propagandísticos y los discursos de Hitler.

### Después de la Segunda Guerra Mundial
Poco después de que los aliados liberaron París que había estado ocupada por los nazis, la unidad de Jack Mullin fue reasignada allí y le dio la tarea de evaluar el equipo electrónico alemán que había sido capturado. Aún en París, Mullin estableció un laboratorio de electrónica para el examen de los equipos electrónicos alemanes. Del equipamiento que trajeron a París estaban las máquinas de polarización por corriente continua AEG Tonschreiber y Magnetophon tape, que utilizaban cinta de acetato de 6,5 mm de ancho, cuya cinta se desplazaba a velocidad de 77 cm/s (30,3 ips), con distorsión y una respuesta en frecuencia apenas mejor que un teléfono. En julio de 1945, Mullin fue a Alemania para estudiar los informes sobre el experimento que los alemanes habían estado haciendo con energía de alta frecuencia como medio de interferencia para los motores de los aviones en vuelo. Cuando estaba en la misión, conoció a un oficial del ejército británico que, después de una discusión sobre música y grabación le preguntó a Mullin si había probado las grabadoras magnéticas utilizadas por Radio Frankfurt. El funcionario comentó sobre la calidad musical de estas grabaciones e instó al general estadounidense para ir a la estación a escucharlas. Mullin ya había escuchado y evaluado la mala calidad de estas grabadoras que usaban como medio de polarización la corriente continua. Más tarde se dirigió a Bad Nauheim, un centro de salud que quedaba a cuarenta y cinco millas al norte de Frankfurt, la estación de radio había sido trasladada a un castillo de ahí para escapar de los bombardeos de Frankfurt. Una vez allí escuchó por primera vez la grabadora que usaba corriente alterna como sistema de polarización, cabe destacar que él anteriormente había escuchado las emisoras de radio alemanas, y le llamaba la atención que podían irradiar música clásica durante todo el día, pero más aún le llamó la atención la calidad de sonido, puesto que notaba una total ausencia de los ruido propios de la reproducción de discos a 78 RPM (formato que aún se usaba en ese tiempo), por lo que dedujo que los alemanes tenían alguna especie de grabadora de buena calidad.

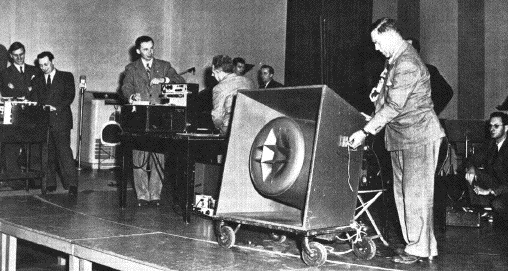
Jack Mullin haciendo una demostración del magnetófono en 1946.

Mullin logró obtener dos máquinas grabadoras alemanas de las que usaban corriente alterna de alta frecuencia, que tuvo que desarmar para enviarlas a San Francisco, ya que por reglamentaciones de guerra, el Ejército no dejaba llevarse "recuerdos" de guerra de mayor tamaño que una valija común. Jack Mullin envió treinta y cinco paquetes a San Francisco. Luego de tres meses pudo volver a armar la máquina, y se las enseñó a profesionales del audio, que quedaron muy entusiasmados por la fidelidad con la que registraba la grabadora. El 16 de mayo de 1946 se reunió el Instituto de Ingenieros de Radio (IRE, actualmente conocido como IEEE) en San Francisco, y ahí Mullin brindó la primera demostración pública de un magnetófono de calidad profesional en Estados Unidos. Varios presentes trabajarían años más tarde para Ampex (empresa pionera en cinta magnética). Durante la guerra, Ampex había fabricado motores y generadores eléctricos para uso militar. La compañía estaba buscando un nuevo producto para la manufactura durante la posguerra. Después de escuchar la demostración de Mullin, tomaron la decisión de construir la primera grabadora profesional de los Estados Unidos, una elección arriesgada teniendo en cuenta que la empresa tenía solo seis empleados.

Recuerdo muy bien la primera demostración pública que di en San Francisco a la delegación local del Instituto de Ingenieros de Radio el 16 de mayo de 1946. Tuvimos una gran asistencia y el entusiasmo de la gente fue fantástico.
Jack Mullin en Billboard, 1972.

En junio de 1947, Murdo McKenzie productor del cantante y actor estadounidense Bing Crosby escuchó una demostración del grabador.  Tanto McKenzie como los integrantes del entorno de Crosby quedaron tan impresionados por la calidad de la grabación que convencieron a Jack Mullin para grabar el primer programa de la temporada 1947-1948 que fue al aire el 1 de octubre de 1947. Luego de terminada la grabación, le preguntaron a Mullin si era posible cortar y empalmar las cintas para editar el programa, eliminar las tomas falsas y crear así un programa entero. Quedaron tan sorprendidos por la calidad de la edición y por los empalmes sin soldaduras, que decidieron contratar a Mullin para trabajar en la producción del programa. Mullin llegó a compilar veintiséis espectáculos. Marvin Camras de la empresa Armour Research presentó una demostración de sonido de una tira de película de 35 mm a la que había recubierto con una pequeña pista de óxido de hierro, utilizando un pincel. Aunque sonaba bastante bien, en un primer momento nadie del departamento de sonido mostró interés. Al no contar con cinta adhesiva especial para empalmes, Mullin tuvo que usar cinta Scotch común, pero pasado un tiempo salía algo de pegamento alrededor de los pedazos de cintas del empalme, para solucionar esto Mullin espolvoreaba los empalmes con talco.
La firma Brush Industries fabricó el Brush BK 401 Sound Mirror (1946), la primera grabadora de cinta magnética en ser diseñada y construida en los Estados Unidos. Esta registradora despertó interés en la empresa 3M, que ya estaba incursionando en la industria de la cintas. Pero, según Mullin, las pruebas de las cintas de 3M en la grabadora que él mismo trajo de Alemania no dieron los resultados esperados, y tuvo que seguir usando cintas fabricadas en Alemania. El entorno de Mullin estaba preocupado por el hecho que tenían soporte magnético limitado para grabar. El coronel Richard Ranger le prometió que iba a conseguir que se produjera cinta del tipo alemana. En mayo de 1946 llegó Ranger con dos de sus grabadoras, y pronto las instaló en el departamento de grabación de la NBC, en donde registraron simultáneamente con cuatro grabadoras de discos, Mullin y Ranger hicieron sus grabaciones con dos máquinas de cinta respectivamente. Sin embargo el modelo de Ranger no tenía aún la calidad como de las grabadoras alemanas. La tecnología sorprendió a ingenieros y técnicos, algunos de los cuales dijeron que, literalmente, no podían creer que estaban oyendo una grabación y no una actuación en directo. El 27 de enero de 1948 Ampex vendió la primera máquina grabadora magnética de uso civil, su modelo 200A.
Jack Mullin siguió trabajando en el programa de Crosby hasta 1950. Su creciente interés en el desarrollo de una grabadora de cinta magnética de video impulsó la creación de la Bing Crosby Enterprises Electronics Division, en la cual tanto Crosby como Mullin invirtieron. En ese momento Bing Crosby Enterprises se convirtió en el único distribuidor de grabadoras Ampex en todo el mundo, y ABC se convirtió en su primer cliente, con la compra de doce máquinas por 5200 dólares cada una, a ellos le siguieron NBC, CBS, Mutual, Capitol Records, Columbia Records, RCA Víctor y Decca. En 1950, las ventas de grabadoras de alambre y cinta ascendieron a 110 000, en 1951 de 100 000, en 1952 ya con los grabadores de alambre prácticamente fuera de escena las ventas fueron de 150 000 unidades. En 1953 se vendieron 200 000 máquinas, mientras que al año siguiente las ventas subieron en veinticinco mil unidades más, y para 1955, año del nacimiento del rock and roll se vendieron 360 000.
Mullin tuvo los mismos problemas que sus competidores como RCA, BBC, y Ampex a la hora de intentar capturar señal de video en cinta, el espacio requerido para tal efecto era exorbitantemente más grande que el usado para capturar audio. El primer prototipo de Mullin usaba once cabezales fijos y la cinta corría a una velocidad de 914,4 centímetros (o 360 pulgadas), lo que significaba que necesitaba 54 864 centímetros (o 1800 pies) de cinta por minuto para audio y video. En 1952, Mullin y su equipo habían logrado avances buenos para reducir los problemas de oscilación e imágenes temblorosas, inclusive fueron experimentando con un sistema de colores. Por su lado Ampex estaba investigado otra alternativa, una idea concebida por Marvin Camras, constaba de un conjunto de tres (más tarde cuatro) cabezales de vídeo montadas en un tambor giratorio. El método de Ampex utiliza cinta de un ancho de dos pulgadas, que era escaneada transversalmente por el cabezal de tipo tambor de vídeo. El carrete de 10 pulgadas de diámetro duraba una hora. El proyecto de grabación de vídeo por escaneo longitudinal al igual que los similares de sus pares como RCA y BBC, no pudieron competir con el novedoso sistema de escaneo transversal de Ampex.
En 1954 Grundig lanzó al mercado uno de los primeros magnetófonos para uso hogareño, la empresa lo promocionó con la novedad de que se podían hacer grabaciones de música sintonizada desde la radio. Por primera vez en la historia hubo controversias por los derechos de autor. La entidad alemana GEMA protestó porque esta práctica podía afectar en los intereses de los titulares de los derechos de autor. También harían su aparición, los magnetófonos para estudios discográficos, mediante los cuales se eliminaba el proceso de grabación directa de audio sobre discos maestros hechos de cera rígida o de aluminio con cobertura de laca negra. Este proceso, aseguró una mejor calidad sonora, como lo demuestran el rendimiento de materiales de audio de esa época en soportes digitales.
Durante el periodo de 1957 a 1967 se mejoraron notablemente los magnetófonos, ampliándose la cantidad de pistas que se podían grabar simultáneamente, pasando de una sola -sonido monoaural- al famoso grabador de cuatro pistas. Diez años después en 1977, algunos estudios contaban con capacidad para registrar cuarenta y ocho pistas.

### Magnetófono multipista
El registro magnético en cinta transformó la industria de la grabación, y para finales de la década de 1950 la gran mayoría de las grabaciones comerciales estaban siendo masterizadas en cinta. Una de las primeras grabaciones multipista de las que se conoce hoy en día fue la canción "How High the Moon" de Les Paul, en la que Paul tocaba ocho pistas de guitarra sobregrabadas. Algunos de los artistas que comenzaron a usar el magnetófono multipista fueron Brian Wilson de The Beach Boys, Frank Zappa y The Beatles (con el productor George Martin), llegaron a explorar las posibilidades de las técnicas multipista y efectos musicales en sus álbumes emblemáticos Pet Sounds, Freak Out! y Sgt. Pepper’s Lonely Hearts Club Band respectivamente.
Hasta la introducción de la tecnología digital, los magnetófonos se usaban como medio de editar el sonido y no verse abocados a la grabación directa. Los estudios de sonido, emisoras de radio y toda la industria relacionada con el sonido tenían entre su equipamiento uno o más magnetófonos.
Este sistema de grabación multipista se sigue utilizando, pero no como lo hemos descrito, sino con intervención ineludible de la informática. Se eliminan los pasos intermedios, pues todos los niveles de mezcla son gestionados a través de software MIDI, y el sonido se toma directamente de las fuentes, a través de las conexiones MIDI.

## Funcionamiento
La grabación consiste en la aplicación de una señal de audio a la cabeza grabadora mezclada con una onda senoidal de alta frecuencia (llamada onda de polarización u onda portadora), esto se hace para evitar la distorsión que tiene por defecto una cinta virgen, puesto que los vectores de magnetismo de la cinta magnética se encuentran en diferentes direcciones, y de no aplicar la onda polarizadora estos vectores "desorientados" se traducirían en un ruido en la grabación. Los primeros prototipos usaban el ciclaje de la corriente alterna de la misma red eléctrica como onda de polarización, la misma siendo del orden de los 50 a 60 Hz era muy pobre en comparación a una senoidal de alta frecuencia, por lo que ese sistema fue rápidamente descartado. Cuando la corriente polarizadora con la señal a grabar circula por la bobina del núcleo de la cabezal de grabación, produce un flujo magnético que circula por todas las láminas del núcleo, que al llegar al entrehierro el flujo magnético se ve forzado a salir, penetrando así en la cinta. Las cintas deben tener una alta remanencia con el fin de almacenar tanta energía magnética como sea posible.
Antes de grabar la señal en la cinta, la misma debe ser llevada a un estado lo más neutro posible. Esto se logra con el proceso de borrado. Si se borrase la cinta con un campo magnético fuerte se introduciría un ruido de corriente continua en la cinta. La cabeza borradora es alimentada con la misma señal que se utiliza para polarizar la cabeza de grabación. La señal de borrado es normalmente grande con el objetivo de llevar a la cinta al estado de saturación. Ya sea por la inductancia de la bobina de la cabeza borradora o la señal de alta frecuencia, el voltaje de la señal borradora suele ser de varias decenas de voltios. Mientras pasa la cinta pasa frente a la cabeza de borrado, se puede observar que cuando el material magnético se acerca al entrehierro la fuerza del campo conduce el flujo a la saturación. Cuando la cinta se va alejando del entrehierro el flujo decae durante varios períodos y finalmente tiende a cero. El mismo método que el utilizado para el borrado de cintas se puede utilizar para eliminar cualquier registro magnético de cualquier tipo de equipo de registro magnético. Todos los desmagnetizadores para magnetófonos utilizan el mismo método. Cuando se lo utiliza, es importante que el usuario mueva lentamente lejos del objeto que desea desmagnetizar con el fin de permitir que el campo magnético decaiga lentamente.
El magnetófono tiene tres grupos importantes para destacar en su funcionamiento:
- Cabezales
- Unidad electrónica
- Sistema mecánico de transporte

### Cabezales
Los magnetófonos profesionales tienen por general tres cabezales: reproducción, grabación y borrado. Los equipos profesionales son capaces de grabar y en simultáneo reproducir con la cabeza de reproducción el registro que se iba grabado, para ello se necesitaba emplear un circuito de grabación y reproducción funcionando a la vez. En cambio, los grabadores hogareños que generalmente funcionaban con la velocidad de 19 cm/s solo empleaban dos cabezales, una era la cabeza borradora y el otro el cabezal de reproducción, que hacía también de grabación cuando se cambiaba para la opción de registro.
El aspecto físico interno de una cabeza de reproducción o grabación es de un anillo con un pequeño corte longitudinal, llamado entrehierro. Entre las dos expansiones polares se dispone de un espaciador no magnético de metal de alta conductividad, de esta forma las corrientes de Foucault inducidas por el flujo se oponen a esta, desviando el circuito magnético hacia la cinta. Este espaciador se prolonga por el lado no activo del entrehierro, reduciendo así el flujo de dispersión por ese lado. La pieza polar en forma anillo (puede tener otras formas) lleva consigo una bobina. Los magnetófonos profesionales tienen dos bobinas (una opuesta a la otra), casi siempre van conectadas en paralelo para mayor ganancia de corriente.
En el proceso de grabación se le introduce una corriente a la bobina de una cabezal de grabación (como si fuera un imán), la bobina está conectada a la salida de un amplificador de audiofrecuencia. Así las partículas de óxido de hierro se orientaran por el flujo magnético emitido por el entrehierro del cabezal, produciendo una copia de las variaciones de la corriente de audiofrecuencia que circula por los arrollamientos del imán. Pero para que la cinta sea un medio lo más lineal posible para la grabación, el sistema de polarización se encarga de agregar a la señal original que circula por la bobina del cabezal una corriente alterna de alta frecuencia.
El núcleo en forma de anillo se construye a partir de láminas de materiales magnéticos de baja remanencia, con la finalidad de permitir rápidas imantaciones y desimantaciones, condición necesaria para que el flujo en el circuito magnético pueda seguir las variaciones de la corriente de audio frecuencia que pasa por la bobina. Además deben tener alta permeabilidad y una angosta curva de histéresis, a sí mismo el nivel de saturación debe ser lo más elevado posible, con el fin de reducir la deformación y obtener una amplia gama dinámica. El material más empleado es mu-metal y aleaciones de níquel-cromo. El ferrite no era empleado en un principio para cabezales, puesto que sus características granulares impedían la obtención de un borde neto para el entrehierro. Sin embargo se llegaron a construir cabezales de ferrite colocando materiales postizos de metal, y para terminación de las superficies del entrehierro se recurría al lapidado óptico.
Un ciclo de una señal de 1 kHz cubre 15 milipulgadas a 15 pulgadas por segundo, mientras que a 1/8 pulgadas por segundo un ciclo de la misma señal se extiende a solo 2 milipulgadas. Por ello es que las frecuencias altas se deben grabar con entrehierros chicos y altas velocidades. Una frecuencia baja no podría sar registrada por un entrehierro chico ya que un hemiciclo ocuparía una gran extensión de cinta. Para obtener una buena respuesta a los 15 kHz los anchos comunes de entrehierros son de 4 a 8 µm. A medida que se vaya gastando el entrehierro frontal por el roce con la cinta el ancho del mismo irá aumentando, el primer síntoma será una disminución de la respuesta en frecuencias altas. Hipotéticamente, si se graba con velocidades muy bajas, el entrehierro deberá ser lo más angosto posible con el fin de obtener la mayor resolución en frecuencias altas. Sin embargo, el entrehierro deberá ser lo más ancho posible desde el punto de vista de la energía magnética que luego se entregara al entrehierro de la cabeza de reproducción. A mayor anchura se traducirá en una reducción de la inductancia de la bobina y su impedancia, permitiendo señales de audiofrecuencia más fuertes sobre la cinta.

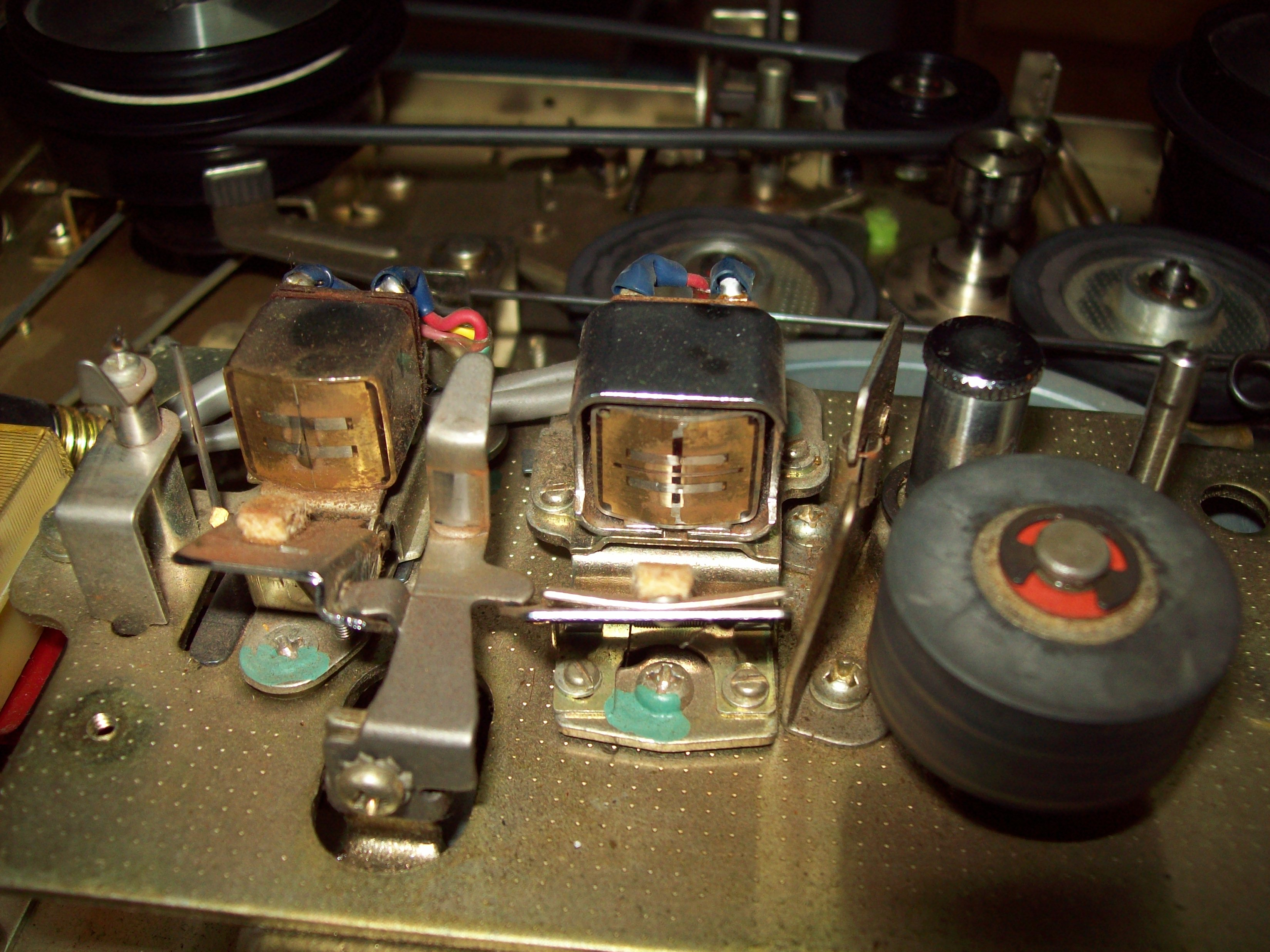
Cabezales de un grabador de obina abierta de dos pistas (estéreo).

La altura del entrehierro deberá de ser lo más pequeña posible ya que todo el flujo que se produce en el entrehierro y no atraviesa la cinta es flujo perdido para la grabación. Pero no es posible reducir excesivamente esta dimensión, puesto que con el tiempo el desgaste por roce de la cinta producirá su disminución. Por ello se eliminan las irregularidades introducidas por las laminaciones imperfectas o por astilladuras (en el caso de núcleos de ferrite), ya que alteran la regularidad del campo registrado. Se estima que las irregularidades deben ser por lo menos diez veces (preferentemente cien) menores que la menor longitud de onda grabada. La cabeza está encerrada en una carcasa metálica para evitar que la bobina sufra inducciones por acción de campos magnéticos de transformadores o motores cercanos.
Los cabezales de grabación pueden clasificarse en tres grupos dependiendo de los valores de impedancia a audiofrecuencia, tomando como frecuencia de prueba 1 kHz:
- Alta impedancia 50 kΩ
- Mediana impedancia 1,8 KΩ
- Baja impedancia 600 Ω

Los cabezales de baja impedancia son preferibles para la grabación puesto que su valor no es tan crítico, pues la capacitancia de la bobina tiene poca importancia y las conexiones a la cabeza constituyen líneas resonantes. Además se requiere más tensión para excitar cabezas de alta impedancia, lo que producirá una dificultad en lo que respecta al manejo al manejo de la deformación. Si un mismo cabezal se debe emplear para reproducción y grabación lo más conveniente es que la impedancia sea alta, pero entonces adquiere importancia la capacitancia distribuida del bobinado en relación con la frecuencia de la corriente de polarización, pues se producirían serias pérdidas de esta última. La cabeza de grabación tiene inductancia debido a su arrollamiento más una pequeña resistencia. Tendrá, entonces, un valor de impedancia que aumenta con el incremento de la frecuencia de la señal aplicada desde la etapa de salida del amplificador. Una cabeza de grabación de elevada impedancia, puede tener una inductancia de unos 0,8 H. Despreciando la resistencia del arrollamiento, esto dará una impedancia de arrollamiento de 500 Ω a 100 Hz y 50 kΩ a 10 kHz.

#### Desgaste y recontorneamiento
Por el roce constante entre la cinta y los cabezales, es común su pronto desgaste de usar diariamente el equipo. Aunque es difícil precisar en cuanto tiempo se puede gastar un cabezal hasta que el mismo quede inutilizable -sobre todo para el espectro de altas frecuencias- ante la duda lo mejor es su reemplazo. Existen diferentes parámetros que pueden ayudar al desgaste, tales como usar cintas nuevas -las cintas ya usadas están "pullidas"-, usar cintas de cromo -las mismas desgastan el doble en comparación con las de óxido férrico- y la alta exposición a la humedad agravará la
carga de óxido en la cabeza y aumenta la "fricción estática" de la cinta. En el caso de querer evitar el reemplazo, existe un método que consiste en recontornear cabezas desgastadas, se emplea una máquina que consiste en un bloque de chapa rugoso con una capa de vinilo especial que produce el pulimento. Dos levas accionan los 
rodillos de goma que sujetan la película esmerilando al bloque, que es
diseñado para funcionar bajo un flujo de agua para la limpieza.

### Unidad electrónica
La unidad electrónica en un magnetófono es el conjunto de circuitos que comprende desde la fuente de alimentación, el oscilador y el amplificador que trabajan en conjunto para el correcto funcionamiento del aparato. Esto se da así en los casos más simples, como por ejemplo en los magnetófonos domésticos de dos cabezales (grabación/reproducción y borrado), el mismo circuito que se encarga de reproducir es usado para la grabación invirtiendo la función gracias a los contactores accionados al oprimir la opción de grabar, mientras que la corriente que se usa para la cabeza borradora es suministrada del mismo oscilador que genera la onda polarizadora, las señales son de la misma frecuencia y solo varía su nivel, dependiendo del fabricante la frecuencia puede ser de entre 40 a 120 kHz, y debe ser al menos tres veces mayor a la máxima frecuencia que es capaz de reproducir la máquina. Si la máquina admite dos canales, la misma debe estar dotada de dos circuitos completamente iguales. No obstante, hay magnetófonos (sobre todo los empleados en estudios de grabación y algunos modelos de uso hogareño), que traen la función de monitorear en vivo la grabación tal cual se está registrando en la cinta. Ello se logra sencillamente con un tercer cabezal que brinda una lectura inmediata del registro, sin embargo, esta nueva cabeza debe tener su propio circuito independiente al de grabación, por lo que un grabador que podría registrar dos pistas en simultáneo necesitaría cuatro circuitos, uno de cuatro pistas ocho y así sucesivamente.

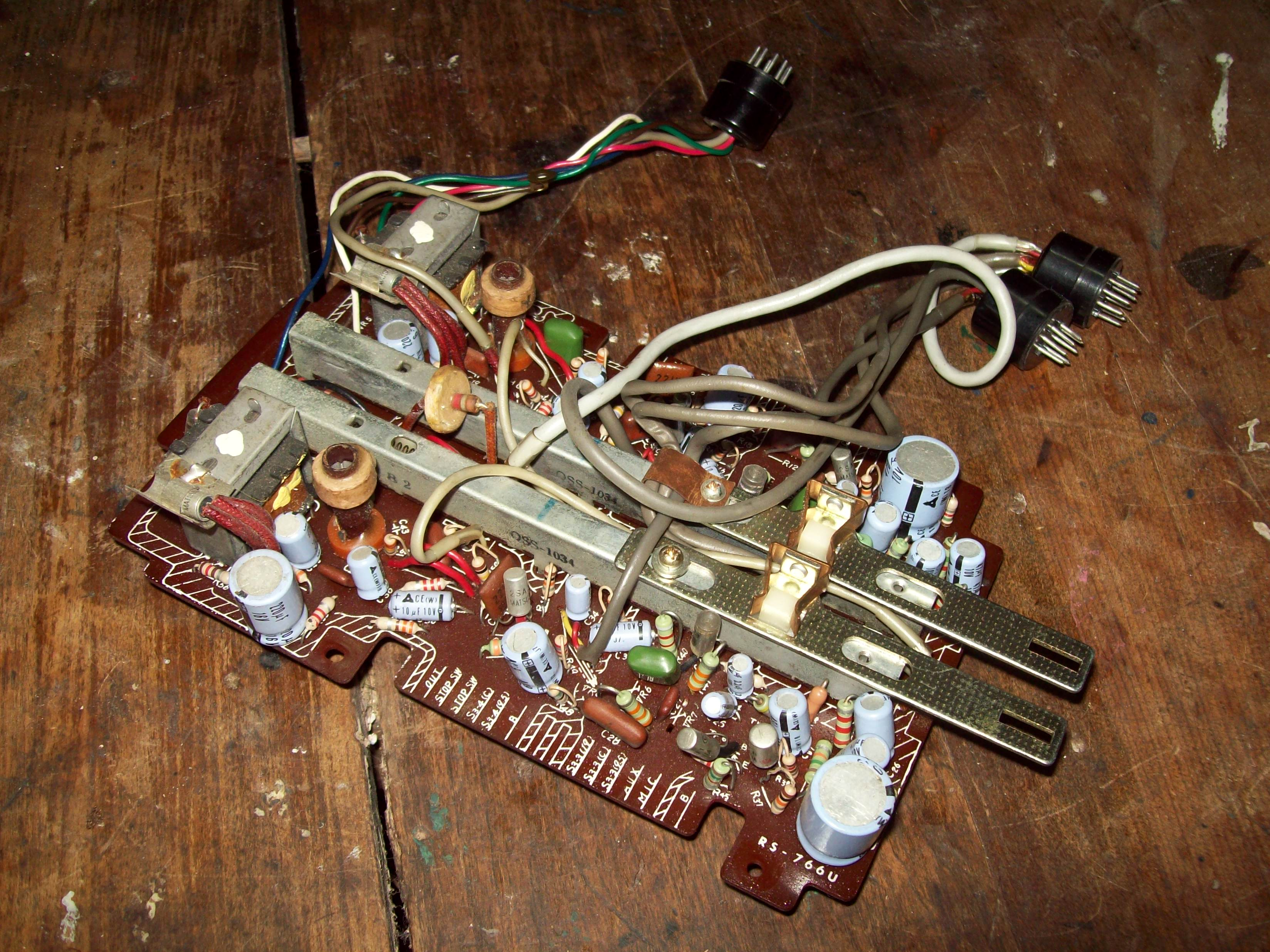
Unidad electrónica de un magnetófono Ken Brown estéreo de uso doméstico para carretes de siete pulgadas. Se pueden apreciar los contactores que cambian la función de reproducir a grabar.

Se debe tener especial cuidado a la hora de calibrar el oscilador, puesto que una corriente de polarización insuficiente puede dar lugar a una excesiva respuesta en frecuencias altas, falta de frecuencias bajas, salida reducida, y tendencia a deformar las crestas de la señal de audio, así como alto nivel de ruido de fondo. No obstante, una corriente de polarización excesiva producirá un incremento en la señal de salida, pero hasta cierto punto en donde comenzara a existir una deficiencia en frecuencias altas, esto se debe a que la misma cabeza grabadora al estar muy altamente polarizada irá borrando parte del registro, afectando a las más altas frecuencias, donde el flujo magnético penetra menos profundamente. La frecuencia debe ser por lo menos cinco veces mayor a la máxima frecuencia más alta a reproducir. Una frecuencia por arriba de los 100 kHz requeriría un blindaje más eficiente, se debería tener especial cuidado en la longitud de los conductores debido al peligro de introducir capacitancias parásitas. Por ello se ha optado por usar una frecuencia entre los 60 y 80 kHz. La corriente del oscilador de polarización actúa saturando primero la cinta con la que producirá la destrucción de la imagen magnética correspondiente a las señales de audio, a medida que la cinta va saliendo se producirá la desimantación. La corriente que circula por la cabeza de grabación es del orden de 1 mA, la del cabezal borrador siempre será mayor, siendo del orden de los 5 mA o inclusive hasta los 300 mA, la frecuencia de trabajo suele ser de entre 70 a 150 kHz para diferentes máquinas. Durante el proceso se deben tomar otras consideraciones tales como que las frecuencias de trabajo próximas a las del oscilador, de otro modo la baja reactancia capacitativa del bobinado de las cabezas provocaría un cortocircuito, con las consiguientes perdidas. Un factor importante es la forma de onda de la señal generada, puesto que de tener un flujo magnético asimétrico, producto de una forma de onda incorrecta, producirá tras el borrado un ruido, como consecuencia de la imantación residual. Una forma de onda asimétrica contiene una componente de corriente continua, que al igual que toda componente de continua, es responsable de ruidos en la cinta. Para evitar esto periódicamente se deben desimantar los cabezales.
La estructura física de la cabeza borrado es similar a la grabadora. Pero en comparación, el entrehierro es relativamente más amplia entre 100 μm a 400 μm. A veces se utilizan cabezas multi-entrehierro para garantizar un mejor borrado.
La señal de entrada de línea puede tener entre 150 y 775 mV, mientras la señal de un micrófono dinámico tiene entre 1 y 10 mV, por lo que las señales a grabar tienen grandes diferencias de nivel, sea cual fuese la señal seleccionada, y su nivel debe ser regulado a un nivel particular, pues si es más pequeña, se desperdician las características del equipo, y si es más grande se produce distorsión por saturación; para evitarlo se ajusta manualmente el nivel con la ayuda de los panel másteres alrededor de los 0 (cero) decibelios (dB) con eventuales picos de 3 dB; los picos, al aparecer, pueden saturar la cinta; normalmente se indican con el destello de una luz indicadora y son, en algunos modelos, limitados o recortados suavemente para no distorsionar abruptamente. A esta señal de audio regulada y limitada se la codifica con algún medio de reducción de ruido como el énfasis dinámico (variable y dependiente) tipo Dolby (R) NR (Noise Reduction). El proceso de grabación no tiene una respuesta en frecuencia plana, así que debe ser ecualizada; en este caso se aplica refuerzo a los graves más profundos y un fuerte énfasis a los agudos cerca del final de la banda útil, esta señal se mezcla con un tono de 80 a 160 kHz (onda portadora o polarizadora), con una magnitud que depende de las propiedades magnéticas de la cinta.
Durante la reproducción la señal eléctrica que sale del cabezal lector es muy pequeña, entre 330 μV y 2 mV, de modo que se emplea un preamplificador de muy bajo ruido, el proceso de reproducción no tiene una respuesta en frecuencia plana, así que es reecualizado; en este caso se aplica un fuerte refuerzo de los bajos; esta señal está contaminada de ruido subsónico y ruido ultrasónico, razón por la que se filtra con una pasa banda. Luego se descodifica el método de reducción de ruido, como por ejemplo la atenuación dinámica de los agudos (con el sistema Dolby S, se atenúan dinámicamente los bajos también) y finalmente se envía los terminales de salida para ser conectado a un amplificador.
Es importante, en ambos casos, grabación y reproducción, hacer pasar la cinta frente al cabezal a una distancia mínima, pues en caso contrario se pierde la señal, además de arrastrar la cinta a una velocidad constante.

### Sistema mecánico de transporte

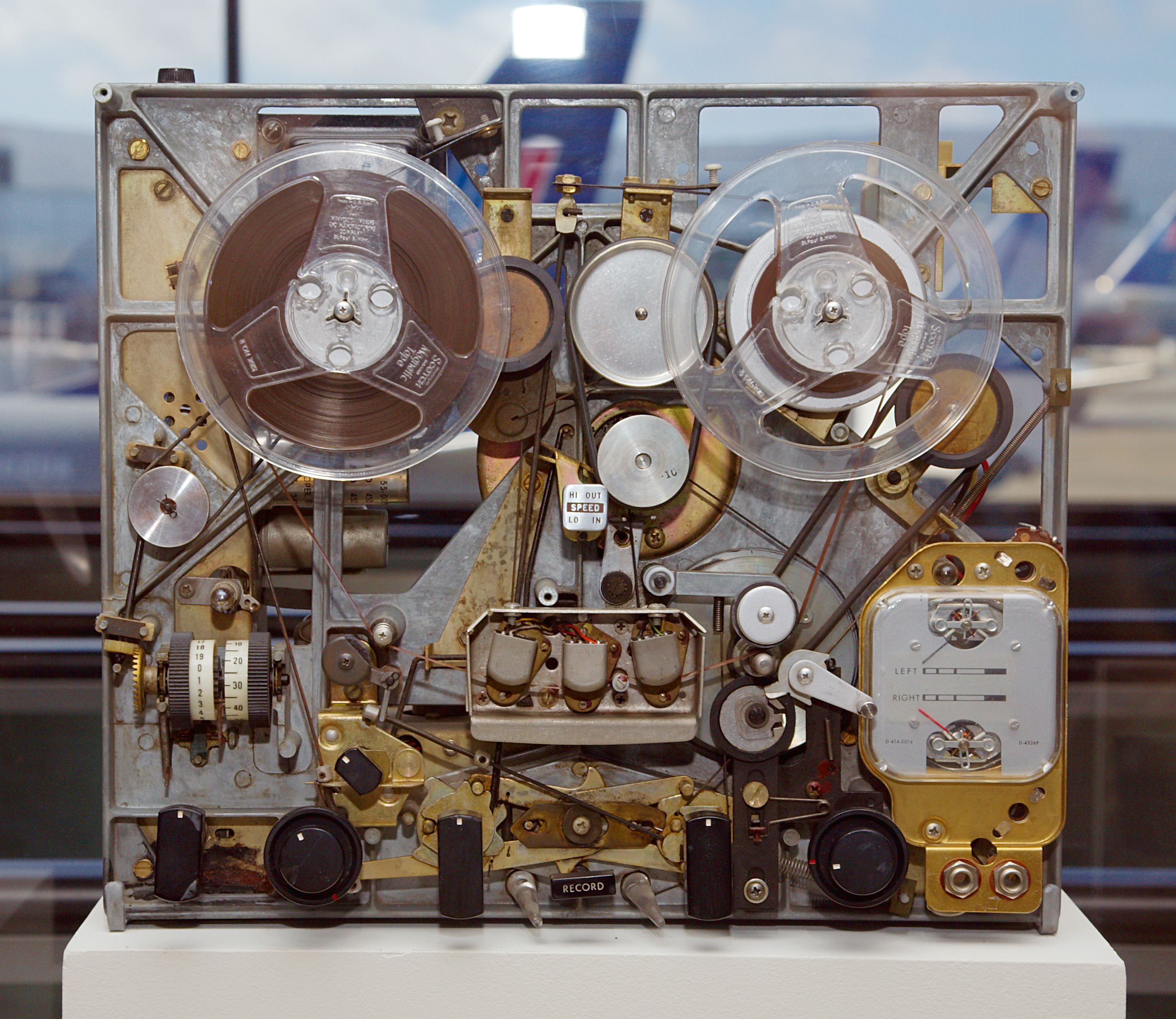
Grabador Ampex descubierto, se pueden observar poleas y correas de goma que sirven para traccionar los diferentes elementos del grabador como el capstan y el embrague que recibe la cinta.

Un buen sistema mecánico de transporte se debería encargar de mover la cinta de forma que esta se adapte lo mejor posible para que esté en permanente contacto y circule a una velocidad de arrastre lo más constante posible.
Las velocidades de arrastre usadas por los magnetófonos profesionales son de 3¾, 7½, 15 y 30 pulgadas por segundo. La velocidad más habitual, la estándar, es la de 7½ pulgadas por segundo.
La velocidad de arrastre es clave porque tiene una respuesta en frecuencia equivalente. Por tanto a mayor velocidad, rango más amplio de respuesta en frecuencia.
- 1.5/1.6 pulgadas/s (2,38 cm/s): ultra larga duración, velocidad de uso poco frecuente.
- 1⅞ pulgadas/s (4,76 cm/s): larga duración, formato más ampliamente usado para grabaciones familiares, dictado o registro de charlas o grabaciones comerciales en formato de casete.
- 3¾ pulgadas/s (9,53 cm/s): estándar, se utiliza en la mayoría de los grabadores que tienen presentes una sola velocidad. Se han editado álbumes de estudio de artistas musicales en este formato.
- 7½ pulgadas/s (19,05 cm/s): es la más rápida para uso doméstico, pero es la más lenta en el ambiente profesional, utilizado por la mayoría de las estaciones de radio para dubs y copia de los anuncios comerciales.
- 15 pulgadas/s (38,1 cm/s): para grabaciones profesionales musicales y programas de radio.
- 30 pulgadas/s (76,2 cm/s): poco frecuente, aunque se ha usado para registrar conciertos de música clásica en alta fidelidad. Tiene una buena respuesta en agudos, aunque puede sufrir algún cambio en la respuesta de los sonidos graves.

Hay un potenciómetro llamado variador que permite modificar la velocidad –33 % y +55 % que cualquiera de las cuatro velocidades. Son pequeñas variaciones no perceptibles al oído, que se utilizan, principalmente, para adaptar las velocidades de grabación entre dos emisoras. Los retardos de línea y otros factores quedan así corregidos.

#### Motores
Todos los magnetófonos arrastran la cinta a una velocidad constante para poder grabarla o reproducirla; para tal fin cuentan con un conjunto de motores que por lo general se trata de motores síncronos. Los primeros magnetófonos y también los primeros videocasetes domésticos contaban con un único motor de corriente alterna síncrono, tipo jaula de ardilla, que se sincronizaba con la frecuencia de la red eléctrica de corriente alterna, que es generalmente muy estable. El acople con el eje del cabrestante, que es el encargado de arrastrar la cinta a una velocidad constante, se hacía mediante el sistema de impulsión por correa o "belt drive". Sin embargo, este arreglo complicaba el diseño del mecanismo de arrastre, de modo que fue substituido por un motor de corriente continua comandado desde un servo control para el cabrestante y otro motor de corriente continua que se usaba para enrollar la cinta en el carrete de toma o para adelanta y rebobinar rápidamente.
Finalmente se incluyeron tres motores: uno para el cabrestante, uno para el carrete de toma y otro para el carrete de suministro.
Los magnetófonos profesionales cuentan con tres motores:
- Avance rápido.
- Rebobinado rápido.
- Capstan, cabrestante o motor de velocidad.

La velocidad de la cinta en los magnetófon normales es única, pero en los modelos más sofisticados se puede seleccionar entre 3 o 4.

#### Sistema de tensión mecánica en la cinta
Los magnetófonos profesionales generalmente llevan un sistema de control de tensión mecánica de la cinta. Se requiere una cierta tensión en la cinta para proporcionar un buen contacto de la cabeza con la cinta, además para asegurar el funcionamiento de la misma y producir una ordenada "torta". Asimismo, durante el rebobinado y el frenado se deben mantener especiales límites de tensión mecánica, evitar un exceso que podría terminar por estirar la cinta. Existen varios métodos que combinan aspectos electrónicos y mecánicos.
Sistema de frenado
Los frenos son siempre mecánicos. Por lo general, consisten en un tambor de freno montada en el eje de bobinado, y una cinta de freno que accionada por un resorte produce la fricción necesaria para el frenado. Algunas máquinas usan zapatas de freno en lugar de una cinta, en los magnetófonos de uso hogareño esta última opción es generalmente la más utilizada. Los frenos se mantienen desacoplados (o "apagados") mientras la cinta se mantiene en movimiento, o sea durante la en reproducción, grabación o rebobinado. Esto se logra mediante solenoides que al ser alimentados con corriente eléctrica que tiran las cintas de freno alejándolas de los tambores. Cuando se corta la corriente a estos solenoides los frenos entran en acción, siendo halados por sus resortes. Esto asegura que la cinta se detenga sin problemas en caso de un fallo de alimentación.

## Tipos de magnetófonos de bobina abierta

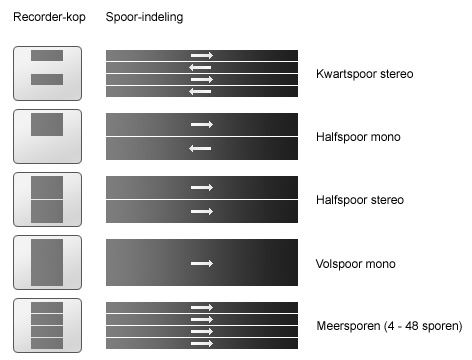
Diferentes tipos de cabezales de grabación. En el primer caso se trata de un grabador de cuatro pistas, pero que registra dos pistas en dos pasadas (lo usan los grabadores profesionales hogareños). En el segundo caso es grabación monoaural en dos pasadas. En el tercer caso el registro es monoaural en una sola pasada. En el cuarto caso es un grabador que registra en cuatro pistas, en una sola pasada.

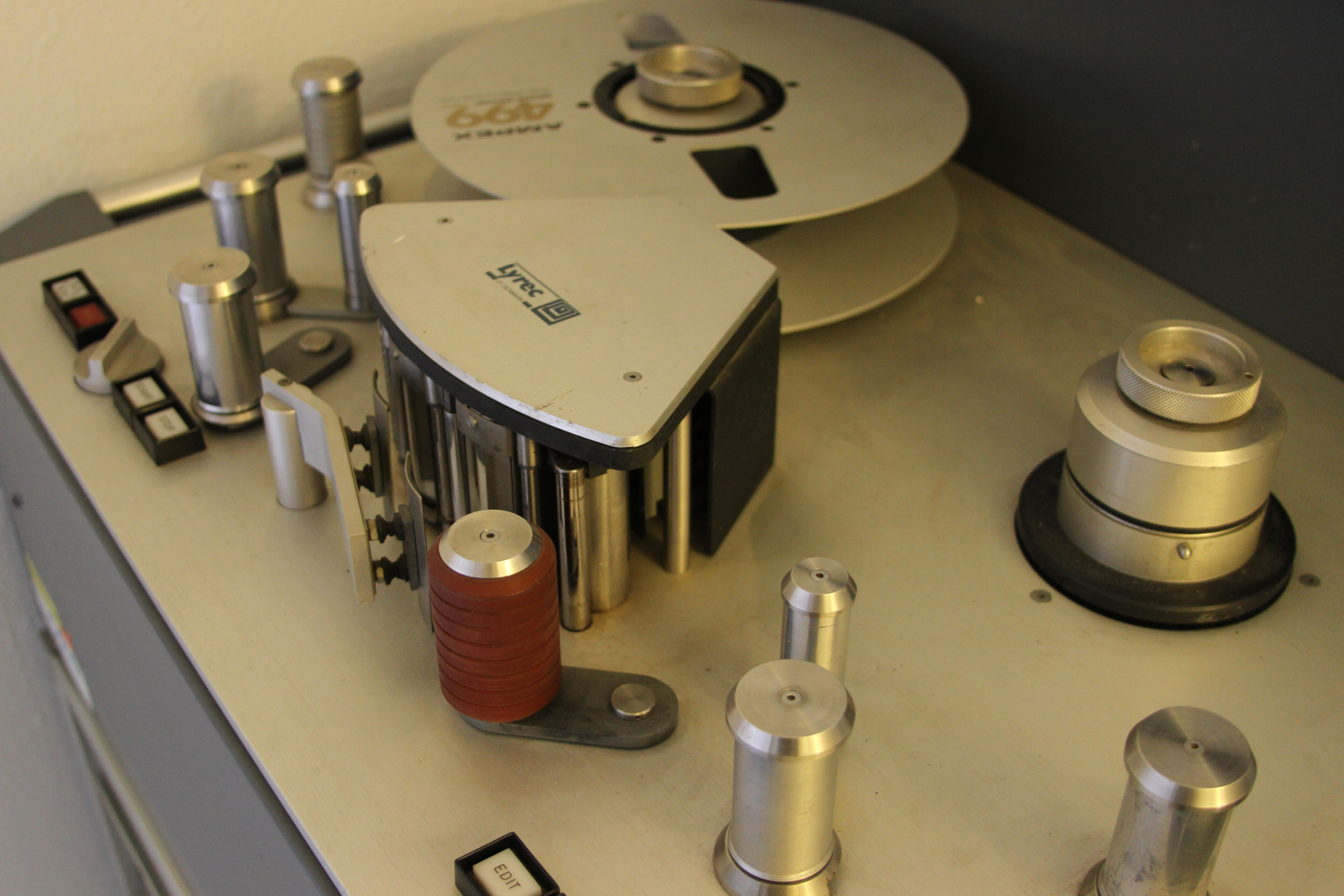
Grabador multipista de cinta de dos pulgadas.

Existen cuatro tipos de magnetófonos de bobina abierta (o carrete abierto) atendiendo a la configuración de sus pistas:
Magnetófono monauralun sola pista en cinta estándar de ancho de ¼ pulgada. Graban la señal sobre todo el ancho de la cinta.
Magnetófono de dos pistasdos pistas en cinta estándar de ancho de ¼ pulgada.
Cada una de las pistas ocupa aproximadamente la mitad de la cinta. Por este motivo, también es conocido como formato media pista.
Magnetófono estéreoLa cinta se divide en cuatro pistas, por lo que también se conoce como formato cuatro pistas. Al reducir el ancho de la cinta (han de caber cuatro pistas donde antes sólo había dos) aumenta la distorsión y empeora la relación señal/ruido.
Este formato dos pistas lo que intenta es reproducir las dos caras de una cinta de casete. Por ello, la primera vez que la cinta se graba, el sonido queda registrado en la pista 1 y 3. Cuando volvemos a grabar la cinta (para grabar lo que sería la cara B, que aquí no es tal cara B sino las dos pistas restantes); el sonido queda registrado en las pistas 2 y 4. Entre los técnicos se conocía también esta segunda grabación como “la otra cara”. Además, como hay menos superficie de contacto entre el cabezal y la cinta pueden darse pérdidas momentáneas de señal (drop out). Todos estos inconvenientes condenaron al magnetófono dos pistas al ámbito doméstico.
Por ello, fue necesario desarrollar formatos de dos pistas mejorados que atendieran estas necesidades específicas y, ofrecieran la calidad necesaria para estar destinados al campo profesional.
En ciertas ocasiones, se necesita oír una determinada grabación al mismo tiempo que se realiza otra. Dos ejemplos son los de grabación de una pista vocal sobre una música previamente grabada o del doblaje (una pista con la versión original de la banda sonora internacional –pista sin los diálogos, pero con los ruidos, efectos sonoros, músicas etc). En estos casos es fundamental sincronizar la reproducción del sonido con la grabación de la nueva pista.
Para que pueda realizarse esta sincronización una o las dos cabezas grabadoras han de poder ser conmutadas al modo reproducción.
Magnetófono multipistapueden grabar en simultáneo 4, 8, 16 o 24 pistas de forma independiente, también se puede reproducir otras pistas de la cinta que hayan sido grabadas previamente. Las pistas se numeran en orden ascendente desde el borde superior de la cinta (pista 1) hasta el borde inferior.
Dependiendo de las pistas a grabar se necesitará un determinado tipo de cintas. 
- 1⁄2 pulgada: para 4 pistas.
- 1 pulgada: para 8 pistas.
- 2 pulgadas: para 16 y 24 pistas.

En las grabaciones actuales gracias a los mezcladores se utilizan todo tipo de fuentes, que son grabadas en pistas independientes. Estas pistas serán mezcladas al final del proceso para lograr la copia final. Las fuentes pueden ser instrumentos musicales, micrófonos o también otro tipo de aparatos e instrumento musical electrónico: como los samplers, los sintetizadores, guitarra eléctrica etc. 
Los diferentes niveles de mezcla y la introducción de determinados efectos de sonido permiten muchas posibilidades. El magnetófono multipista facilitaba en gran medida el montaje sonoro. Las diferentes fuentes sonoras que han de intervenir en una grabación se envían a un mezclador donde se realiza una preecualización, para ajustar todos los niveles. Es necesario realizar esta pre-ecualización porque los cabezales pueden sufrir desgastes por el uso y otro tipo de problemas. Los ajustes se realizan en función de una curva estándar que muestra la respuesta en frecuencia de un cabezal ideal (no tiene en cuenta ni el estado del cabezal ni el de la cinta). Hemos de ajustar la respuesta en frecuencia real, con la que muestra esa respuesta en frecuencia ideal. Existen varias curvas normalizadas. De hecho, muchos equipos disponen de un selector que permite elegir el estándar según los estándares de la normas IEC/CCIR (estándar europeo), NAB (estándar americano) o DIN (estándar alemán). Muchos magnetófonos además también poseen de ajustes de ecualización diferenciada en alta y baja frecuencia, para ajustarse más fielmente a las distintas condiciones del cabezal o de la cinta.
Una vez que en el mezclador se han ajustados los parámetros y demás (efectos, balance de canales, etc), la señal se graba en el multipista en grupos de pistas simultáneas (dependiendo de las pistas que permita el magnetófono multipista y de las fuentes que intervengan).
Para asignar que fuente o fuentes van a cada pista se establece un criterio de racionalidad, en función de lo que se pretenda. Por ejemplo, en una grabación de un pequeño grupo pop la guitarra y el bajo pueden ser asignados a una sola pista, e igual se hace con la voz solista, un sampler, voces de coro y el grupo de percusión y teclado. Todo dependerá del técnico que realice la grabación y los criterios que él estime oportunos.
El sistema multipista con cintas permitía realizar pequeños insertos de audio en cualquiera de las pistas. Estos insertos se utilizaban para cambiar el sonido grabado originalmente por otro, sin que se produjeran clics o distorsiones.
Una vez completado el proceso de grabación pista a pista (laying down), se procede a hacer la mezcla final. Entonces, la salida de cada pista es reconducida hasta la entrada del mezclador, con lo que cada pista se convierte en una fuente de sonido independiente susceptible de ser modificada (de igual modo que lo habían sido las fuentes originales). 
Como en la mayoría de ocasiones, la mezcla directa no obtiene el resultado idóneo o que se buscaba, las consolas de mezcla incorporan sistemas automatizados que memorizan los procesos y permiten introducir modificaciones antes de realizar la copia final, sin tener que repetir todo el proceso. Estos sistemas automatizados reciben el nombre de función automática de repetición o posicionador automático (en inglés autolocate).
En ciertas ocasiones, se necesita oír una determinada grabación realizada en una de las pistas del máster o cinta maestra, al tiempo, que se va a grabar en otra pista del mismo. En estos casos es fundamental sincronizar la reproducción del sonido con la grabación de la nueva pista. Para que pueda realizarse esta sincronización, una o varias cabezas grabadoras han de poder ser conmutadas al modo reproducción. De otro modo, si utilizáramos un cabezal reproductor, siempre habría un pequeño desfase y, por ínfimo que sea, rompería la sincronía. 
El sistema SEL SYNC está constituido por circuitos electrónicos de grabación y reproducción que permiten que, mientras se está grabando una pista, se reproduzcan otras. Ambas funciones (grabación/reproducción) están sincronizadas, lo que significa que la cabeza reproductora y grabadora funcionan simultáneamente. 
La grabación multipista en la actualidad, es realizada con la ayuda de la informática. Esto permite eliminar los pasos intermedios, pues todos los niveles de mezcla son gestionados a través de software MIDI y el sonido se toma directamente de las fuentes, a través de los puertos MIDI.

### Multipista digital
El primer magnetófono multipista digital comercializado fue el Nagra-D, el cual fue diseñado para ser la contraparte digital de los magnetófonos de bobina abierta tradicionales. Era un equipo destinado al mercado profesional, que utilizaba cabezas rotatorias como el R-DAT. El Nagra-D permitía grabar hasta 6 horas (360 minutos) de audio digital en un carrete de 18 cm. Otros ejemplos de formatos multipista digital son el DASH y el ProDigi.
Los magnetófonos multipista digitales utilizan cintas más angostas que en sus versiones analógicos de 1⁄4 o de 1⁄2 pulgada. Como la información, mediante la conversión A/D, es traducida al código binario, las cintas requieren un ancho de pista inferior para contener la misma cantidad de información.

## El magnetófono como instrumento musical

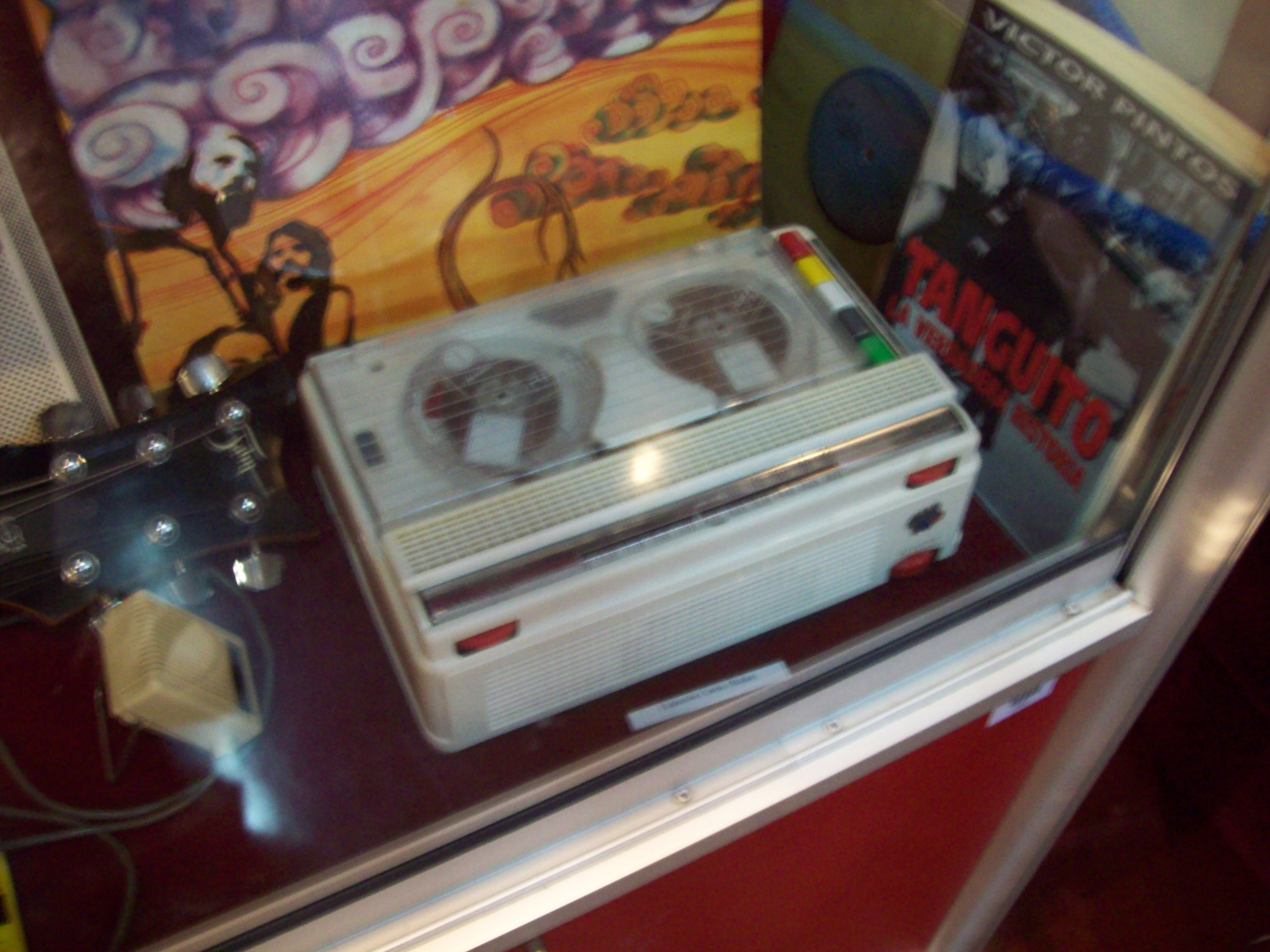
En la foto un grabador Geloso monoaural, con el mismo se podía amplificar una guitarra y lograr una distorsión de buena calidad gracias a su circuito válvular.

Los primeros usuarios de magnetófonos se percataron de que al cortar segmentos de cinta y empalmarlos se podían introducir efectos de sonido especiales, que no era posible hacer con grabaciones 'en vivo', a su vez se podía manipular la velocidad de reproducción o la dirección de una grabación dada, para lograr un determinado efecto. De la misma manera como los teclados modernos permiten muestreo y la reproducción a diferentes velocidades, un carrete magnetófono podría lograr hazañas similares en las manos de un usuario con talento:
- La canción "Caroline, No" de The Beach Boys hace uso de un truco de velocidad: la parte vocal se registró en un tono más bajo, al subir un poco la velocidad el tono sonaría más alto, esta misma técnica fue utilizada por Paul McCartney en "When I'm Sixty Four".[31] Pero anteriormente, Brian Wilson, líder del grupo había recibido a los 16 años de edad una grabadora Wollesank de dos pistas. El aparato fue su primer estudio de grabación, una replica en miniatura de las instalaciones donde el sonido podía ser alterado, mezclado y trasformado a gusto. En él grabó su voz a capella, regrababa sobre esa base un acompañamiento de piano y volvía a cantar las armonías. Luego añadía la guitarra de su hermano Carl. Jugaba por instinto, sin sospechar que estaba imitando la técnica de estudio del overdubbing.[32]

- El mellotron es un teclado de reproducción de cinta electro-mecánico que utiliza un banco de tiras de cinta magnética de audio, cada tecla está dotada de una cinta con un sonido grabado, y un cabezal para su reproducción. Al tocar una tecla la cinta es reproducida por su cabezal correspondiente, siendo un antecedente del sampler. Cada una de las tiras de cinta tiene un tiempo de reproducción de aproximadamente ocho segundos, tras los cuales la cinta llega a un punto muerto y se rebobina hasta la posición de inicio.
- La canción de Jimi Hendrix del mismo nombre que su álbum Are You Experienced, se registró el solo de guitarra y gran parte de la pista de batería, y luego se reprodujo la cinta al revés.
- The Beatles han grabado muchas canciones usando magnetófonos de cinta como una parte del proceso creativo. Los ejemplos incluyen "Being for the Benefit of Mr. Kite" y "Yellow Submarine".[33]
- La BBC Radiophonic Workshop, en particular Delia Derbyshire ha realizado el tema musical de introducción para la serie Doctor Who, grabado diferentes sonidos con la ayuda de (entre otras cosas) osciladores, luego cortando y pegando manualmente cada nota individual.

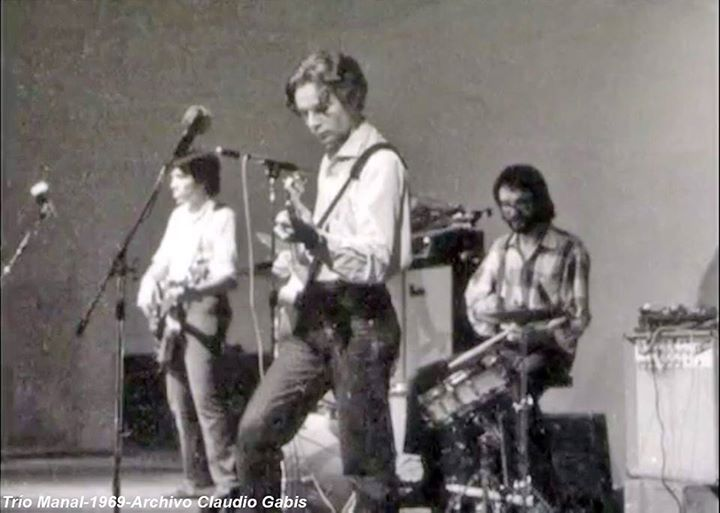
Para distorsionar su guitarra eléctrica Claudio Gabis, tanto en sus actuaciones en vivo como para el álbum Manal uso un grabador Geloso de uso hogareño que se puede ver desarmado arriba del amplificador (1969).

- El magnetófono también fue usado en varias ocasiones como amplificador para guitarra eléctrica o bien como distorsionador. El guitarrista de The Rolling Stones, Keith Richards usó una grabadora para registrar la guitarra acústica, al subir al tope el volumen el sonido se distorsionaba al punto de sonar parecida a una guitarra eléctrica distorsionada.[34] El guitarrista de blues Claudio Gabis ante la necesidad de amplificar su guitarra eléctrica, usó un grabador Geloso monoaural de uso casero, que a su vez empleó como distorsionador para su álbum debut Manal de 1970. Esto se lograba inyectando una señal y dejándolo "grabar al vacío" (sin cinta, registrando infinitamente), se podía obtener una señal amplificada, y aumentando considerablemente el volumen se podía distorsionar.[35]
- La introducción de "Money" de Pink Floyd fue elaborada usando un bucle de "empalmes", el mismo Roger Waters registró los sonidos de cajas registradoras y monedas.[36]
- Álbumes de Frank Zappa como Freak Out!, Lumpy Gravy y We're Only in It for the Money, contaban con trucos de velocidad y pistas con intrincados efectos de sonido.
- Jerome Noetinger improvisaba con un Revox A77 para crear y manipular bucles de cinta en vivo.[37]
- Además, empleando varias máquinas en tándem pueden utilizarse para crear efectos de eco y delay. Con un grabador de tres cabezales (reproducción, grabación y borrado) se pueden lograr interesantes efectos de sonido. Las grabaciones con la configuración de Frippertronics utilizado por Brian Eno y Robert Fripp durante las décadas de 1970 y 1980, ilustra estas posibilidades.[38]

## Fabricantes actuales

### Grabadoras
- Otari, Inc. produce la grabadora MX5050 para cinta de 1/4".[39]
- Denon produce la grabadora DN-3602RG para cinta de 1/4" para que la radiodifusión orientada para los mercados asiáticos.[40]
- Nagra fabrica la grabadora portátil para cinta de 1/4" disponible en varias versiones diferentes para su uso cine y radio.[41]
- Stellavox produce la grabadora TD-9 apta para cinta de 1/4", y el portátil SD-9 también para cinta de 1/4".
- Roland Schneider Precision Engineering lanzó al mercado su serie "Ballfinger" para cintas de 1/4" en 2017.[42]

### Cintas
Cuando Ampex se disolvió en la década de 1990, paralelamente se formó Quantegy Inc, que después se convirtió en Quantegy Recording Solutions en 2004. Quantegy (y anteriormente Ampex) lideraron el campo de la tecnología de cintas abiertas, y Quantegy fue la única empresa que siguió fabricando cintas en el mundo por un período de dos años. En 2007, Reel Deal Pro Audio compró la mayoría de las cintas de audio nuevas que tenía Quantegy, y empezó a venderlas en su sitio web.
En 2006 Recorded Media Group International (RMGI) en los Países Bajos comenzó a fabricar cinta a través de la adquisición de la empresa EMTEC en Oosterhout, y era por entonces el único fabricante de cintas de carrete abierto del mundo. En enero de 2012 Pyral SAS en Francia compró el equipo para su fabricación y la propiedad intelectual de RMGI con la intención de fabricar cinta en Francia. La planta RMGI en Oosterhout cerró en abril de 2012.
ATR Magnetics LLC comenzó a fabricar cinta analógica en 2006, y ahora está en plena producción de todos los tamaños de cinta de grabación profesional.
Jai Electronic Industries en India están actualmente haciendo cinta de audio en 6,35 mm (1/4") y 12.7 mm (1/2") de ancho, y también están produciendo película con banda de cinta magnética (que va al lado de las perforaciones) de 16 mm y 35 mm para la industria cinematográfica.
Pyral en Francia están haciendo película de 16 mm, 17,5 mm y 35 mm con banda magnética para cine.
Cintas grabadas con diversos géneros musicales también están disponibles una vez más, aunque un poco caro como producto audiófilo, pero de muy alta calidad, a través de "The Tape Project". Desde 2007, "The Tape Project" ha lanzado sus propios álbumes, así como álbumes editados previamente bajo licencia de otros sellos, en cinta de carrete abierto.

## Fabricantes de magnetófonos
- ACEN (INDIA)
- ACES
- AEG
- Aiwa
- Akai
- Ampex
- Amalgamated Wireless Australasia / AWA
- Antimatter
- Scophony Baird
- Bang & Olufsen
- Boosey & Hawkes[50]
- Braun
- Brenell Engineering
- British Tape Recorder
- Budapesti Rádiótechnikai Gyár
- Brush Development
- Carad
- Clarke & Smith
- Collaro
- Concord
- Crown International
- Dokorder
- Ehrcorder
- Eico
- Electra
- Elektronika
- Elizabethan Electronics
- EMI
- Roland Schneider Precision Engineering (lanzó el Ballfinger en 2017).[42]
- Ferguson Electronics
- Ferrograph
- Fi-Cord
- Fidelity Radio
- Fostex
- Geloso
- Gradiente
- Grundig
- Hanimex
- Hitachi
- INGRA
- International Tapetronics
- JVC / Japan Victor Corp
- Kenwood
- KLH
- Lafayette Radio
- Leevers Rich
- Lyrec
- Magnemite
- Magnetophon
- Magnecord
- Marconiphone
- MCI
- Mechanikai Laboratórium
- Mitsubishi
- Nagra
- Nakamichi
- National
- Nivico / JVC
- Olimp
- Optonica por Sharp
- Otari
- Panasonic
- Philips
- Pioneer
- Pentron
- Presto Recording Corporation
- Rundfunk
- Racal
- RadioShack / Realistic
- Reflectograph
- Revere Camera
- Revox
- Roberts Radio
- RMG
- Sansui
- Sanyo
- Saturn
- Scotch/3M
- Scully Recording Instruments
- Sharp
- Sony
- Stephens
- Stellavox
- Studer
- Symphonic
- Tandberg
- TASCAM
- TEAC
- Technics
- Telefunken
- Tesla
- Toshiba
- Truvox
- Uher
- Unitra ZRK (manufacturado en Polonia, solo bajo licencia Grundig)
- Unitra Magmor (manufacturado en Polonia, solo bajo licencia Grundig)
- Vestax
- Viking of Minneapolis (división en Telex Corporation)
- VM / Voice of Music
- Vortexion
- Walter
- Wearite
- Webster Chicago (Webcor)
- Wilcox Gay
- Wollensak por 3M / Scotch